# Ukrainka (Krasnodar)
Ukrainka (del ruso: Украинка) es un jútor del raión de Kanevskaya del krai de Krasnodar del sur de Rusia. Está situado en la orilla derecha del río Chelbas, enfrente de Bolshiye Chelbasy, 15 km al este de Kanevskaya y 119 km al norte de Krasnodar, la capital del krai. Tenía 75 habitantes en 2010.
Pertenece al municipio Starodereviankovskoye.